# Marin Verhagen
Marin-Nicolas Verhagen (1788-1849) est un homme politique belge.

## Fonctions politiques
- Conseiller communal de Saint-Nicolas (1830-1836)
- Député à la Chambre des représentants de Belgique par l'arrondissement de Saint-Nicolas (1831-1833)
- Conseiller provincial de Flandre-Orientale (1836)
- Député permanent de la Flandre Orientale (1837-1849)

## Sources
- J.L. de Paepe et Ch. Raindorf-Gerard, Le Parlement belge 1831-1894. Données biographiques, Bruxelles 1996

- Ressource relative à plusieurs domaines :   - ODIS